# Magdolnavölgy megállóhely
A Magdolnavölgy megállóhely egy új keletű, 2013 óta létező vasúti megállóhely, melyet a Magyar Államvasutak Zrt. (MÁV) üzemeltet a Budapest–Esztergom-vasútvonal egyvágányos szakaszán, Piliscsaba határában, Magdolnavölgy településrész mellett, a lakott terület északi szélén.
A megállóhely a kisváros közigazgatási területén negyedikként létesített vasúti megállási pont, amely főként a Magdolnavölgy településrészben létesített lakópark lakosait, illetve a Klotildliget nyugatabbi utcáiban élőket szolgálja ki; megnyitására a vasútvonal 2012-2015 közti felújítása keretében került sor.
Áthaladó vasútvonalak:
- Budapest–Esztergom-vasútvonal (2)

## Forgalom
| Járat | Útvonal | Gyakoriság                                  |
| ----- | --- | ------------------------------------------- |
| S72   | Budapest-Nyugati – Rákosrendező – Angyalföld – Újpest – Aquincum – Óbuda – Aranyvölgy – Üröm – Solymár – Szélhegy – Vörösvárbánya – Pilisvörösvár – Szabadságliget – Klotildliget – Piliscsaba – Magdolnavölgy – Pilisjászfalu – Piliscsév – Leányvár – Dorog – Esztergom-Kertváros – Esztergom | Hajnalban 30 percenként, késő este óránként |
| Z72   | Budapest-Nyugati – Angyalföld – Újpest – Aquincum – Solymár – Pilisvörösvár – Piliscsaba (– Magdolnavölgy) – Pilisjászfalu – Piliscsév – Leányvár – Dorog – Esztergom-Kertváros – Esztergom | Hétköznap reggel 1-2 pár                    |
| Z72   | Budapest-Nyugati – Rákosrendező (– Vasútmúzeum) – Angyalföld – Újpest – Aquincum – Solymár – Pilisvörösvár – Piliscsaba (– Magdolnavölgy) – Pilisjászfalu – Piliscsév – Leányvár – Dorog – Esztergom-Kertváros – Esztergom                                                                      | Hétvégén reggel 1-2 pár                     |